# カルロス・アントニオ・ロペス
カルロス・アントニオ・ロペス・インスフラン（Carlos Antonio López Ynsfrán、1790年11月4日 - 1862年9月10日）は、パラグアイの政治家。パラグアイ共和国初代大統領（在任1844年 - 1862年）。前統治者ホセ・ガスパル・ロドリゲス・デ・フランシアの築いた体制を改革・継承し、近代化路線をとってパラグアイを南米諸国中最も安定した国に育て上げた。
パラグアイの5000グアラニー紙幣に肖像が使用されている。

## 前半生
ロペスは1790年11月4日、アスンシオンのマノラ区で生まれ、同市の神学校で教育を受けた。ロペスはパラグアイ独立の英雄で独裁者であるホセ・ガスパル・ロドリゲス・デ・フランシアの甥であったが、法学と神学を修めたロペスは知識人やブルジョワ階級を弾圧したフランシアに疎んじられ、アスンシオン近郊の農園で農耕を営みながらの隠遁を余儀なくされた。しかし、1840年にフランシアが死去し、あとを継いだ軍事政権が国をまとめきれずに政局が混乱すると、パラグアイには数少ない法学及び行政事務に精通した知識人として政界へと推挙され、1841年にはマリアノ・ロケ・アロンソとともに最高執政官の地位に就いた。

## 執政官時代
執政官となると、ロペスは矢継ぎ早に改革を行っていった。フランシア時代の政治犯をすべて釈放し、拷問を撤廃すると、1841年11月25日には議会を召集して現在のパラグアイの国旗を制定し、1842年には奴隷制度が撤廃された。
さらに1843年には隣接諸国中はじめて、ボリビアからの国家承認を取り付けた。このような功績を受け、1844年3月13日にロペスは単独で初代大統領に就任した。

## 大統領時代

### 憲法と統治体制
ロペスは大統領に就任すると、まず1844年にパラグアイ初の憲法を発布し、法治体制を整えた。三権分立はこれで確立したものの、この憲法は大統領に10年の任期と強大な権限を与えるもので、事実上ロペスに独裁権力を付与するものだった 。以後ロペスは絶大な権力をもち、1854年に3年の任期で再選され、1857年には10年の任期で再選されるとともに息子のフランシスコ・ソラーノ・ロペスを後継者に指名して、1862年に死去するまで大統領の座にとどまった。

### 経済政策
経済面では、フランシア時代の鎖国政策を一転し、積極的な貿易によって富国強兵をめざした。マテ茶や木材、タバコといった輸出用作物の栽培、製鉄業の振興
と保護貿易によってパラグアイの貿易は黒字を続け、経済は成長を続けた。フランシア時代の強硬策によってクリオーリョの寡頭支配層は壊滅していたため、貧富の差は少なく、成長の果実は国民に分配された。フランシア時代に設立された国営農場は拡大を続け、広大な私有地はさほど多くなかった。また技術の移入にも積極的で、外国人技師の雇用により技術力を上げ、電信や鉄道を敷設した。

### 教育政策
また、フランシア時代のもう一つの遺産である初等教育の充実を、ロペスはさらに発展させ、ラテンアメリカ初となる義務教育の導入に成功した。これにより、パラグアイはラテンアメリカで最も識字率の高い国家となった。
一方で、先住民グアラニー族に対してはやや抑圧的な姿勢をとり、フランシアが進めたグアラニー語使用の流れを断ち切り、スペイン語重視の姿勢をとった。また、1848年にはほぼ崩壊していたイエズス会のミッションで生活していた先住民を立ち退かせ、その地を国有化している。1849年には首都アスンシオン市の改造がスタートした。またヨーロッパからの移民の受け入れも積極的に進めた。

### 外交
一方、外交面では難局が続いた。リオ・デ・ラ・プラタ連合州（アルゼンチンの前身）独立時、アスンシオンがブエノスアイレスの貿易独占を嫌って反旗を翻しパラグアイとして独立を宣言した経緯から、アルゼンチンはもともとパラグアイの独立を認めていなかったが、アルゼンチン大統領であるフアン・マヌエル・デ・ロサスはパラグアイの併合を目指し、1845年にはパラグアイへ侵攻してきた。ロペスは翌年これを退け、ブラジルに接近。1849年にはブラジルからの国家承認の取り付けに成功した。1852年にロサスが失脚すると、ついにアルゼンチンからも国家承認を受けた。しかしその後、ブラジルがパラグアイ川の自由航行権を要求して対立。1858年にロペスはブラジルに同権利を認めたため対立は収まったが、この両国に対抗するためロペスは強力な陸軍を創設し、1862年には常備18,000人、予備45,000人を擁する南米最大の軍を抱えるまでになっていた。
1862年、南米で最も繁栄する国を残してロペスはこの世を去った。政権は息子のフランシスコ・ソラーノ・ロペスが継いだ。遺体は、アスンシオン市内、英雄広場の一角にあるオテル・デ・ザンヴァリッドを模した霊廟に葬られている。